# Hemionitis pedatifida
Hemionitis pedatifida là một loài dương xỉ trong họ Pteridaceae. Loài này được Sm.in Rees mô tả khoa học đầu tiên năm 1819.
Danh pháp khoa học của loài này chưa được làm sáng tỏ. 